# Laurini (Italia)
Laurini (Laurins in friulano, Brajda in sloveno e in altre lingue slave) è una piccola frazione del comune di Torreano, posta poco più a nord della sede del comune.

## Storia
I primi abitanti si ebbero intorno al I secolo d.C., ma solo come "borgata contadina", sotto la guida di Laurus: un nobile romano a cui gli fu data codesta terra. Dopo la caduta dell'Impero Romano, con le invasioni barbariche e slave, molti abitanti si rifugiarono in quella che diventerà Costa.

## Geografia
Il territorio è posto a est del torrente Chiarò, che lo bagna e lo attraversa da nord a sud, ed è circondato da montagne come il Mladesiena (711m), il Kraguenza (949m) ed il Noâs (692m). È posto tra l'area linguistica friulana e quella slava della Benecia. Poco più a nord è situata Costa, altra frazione di Torreano. Particolarità di Laurini, è di essere situata sulla fascia di terra che "ospita" la Pietra piasentina, pietra conosciuta in tutto il mondo, riconoscibile dalle sue venature.

## Origine del nome
In italiano e friulano
Il nome Laurini deriva da Laurus, un antico nobile romano che sfruttò questa terra per l'agricoltura, chiamato così perché era solito indossare una corona d'alloro. A Laurus si aggiunse il prefisso latino -anus e col tempo mutò a Lauriana per poi cambiare in Laurina, e negl'ultimi secoli lo cambiarono, a sua volta, in Laurini.
In sloveno
Brajda deriva dalla lingua longobarda che è poi penetrata nelle lingue slovena e serbo-croata. Nella lingua slovena "brajda" ha il significato di "pergolato di viti" mentre in serbo-croato sta ad indicare un filare di viti. Nel dialetto della Benecia invece, con "brajda" si intendono ampi terreni arativi, anche privi di vigneti.

## La battaglia di Laurini
La battaglia di Laurini, di cui parla Paolo Diacono nell'Historia Langobardorum (VI, 45), fu combattuta «in locum qui Lauriana dicitur» tra le milizie longobarde al comando del duca Pemmone e orde slave, in data incerta, forse nel 718. Si concluse con la strage degli invasori slavi a fronte di una sola perdita da parte longobarda. Il fior fiore delle truppe di Pemmone era costituito dai figli, diventati ormai adulti, dei nobili longobardi caduti nella precedente battaglia contro gli Slavi, in cui aveva trovato la morte anche il duca Ferdulfo. Nella stessa località fu quindi stipulato un accordo di pace.

## Le Cagnasse

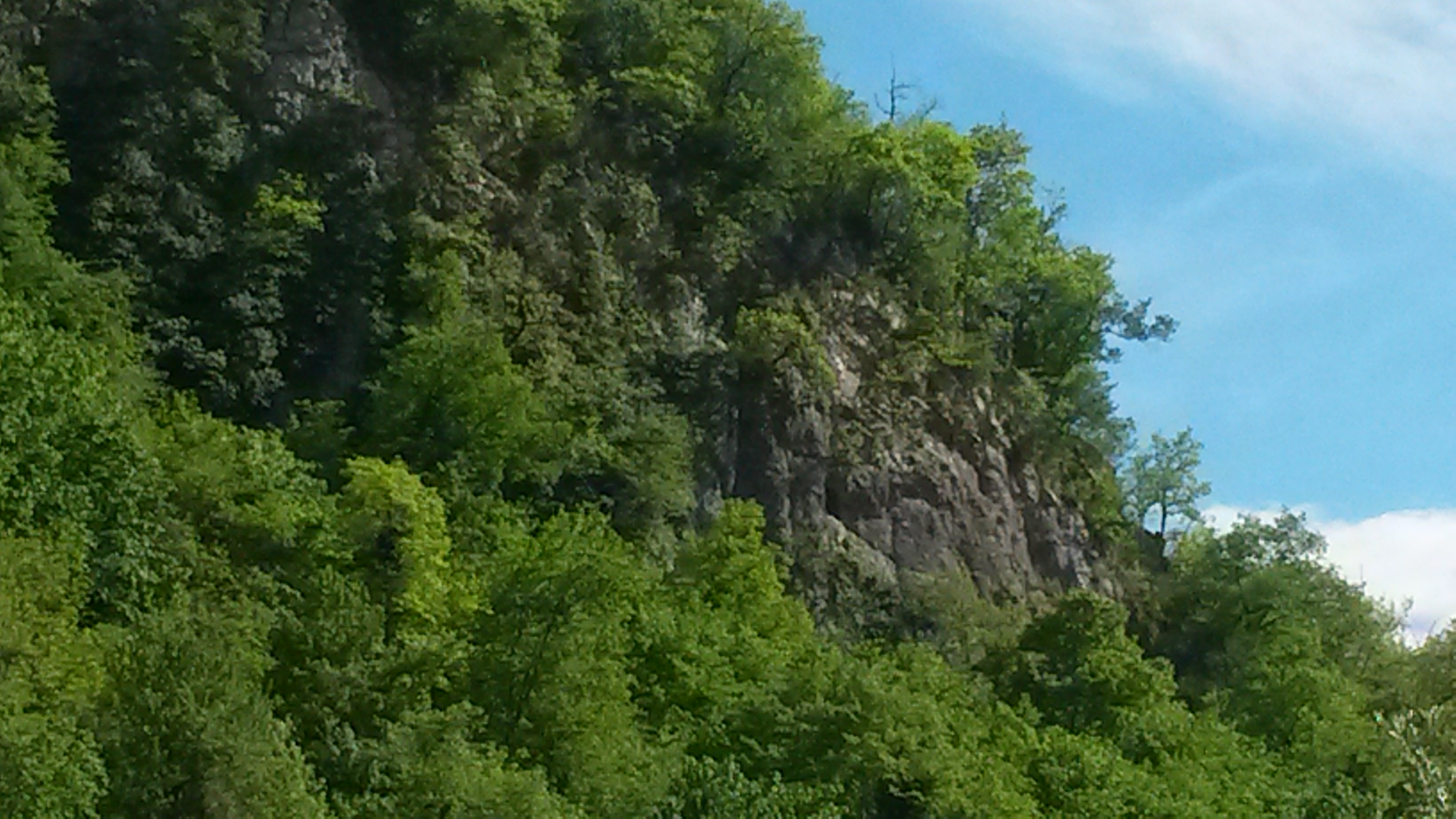
La Grotta, situata in mezzo alla parete rocciosa sopra Laurini, dove, si dice, vivano le Cagnasse

Le Cagnasse (in friulano) sono dei rapaci, che vivono in una grotta posta su un'altura posta sopra Laurini. Potrebbero essere o Astori o Poiane Calzate, ma si è più indicati verso gli Astori, visto che sono presenti tutto l'anno e non migrano come le poiane. Sono talmente importanti che, danno il soprannome "Chei de Cagnasse" (in friulano, traducibile in italiano con "Quelli delle Cagnasse"), oltre ai Laurinensi a tutti gli abitanti del Comune.